# دريقة فطرية الشكل
دريقة فطرية الشكل (الاسم العلمي:Aspidistra fungilliformis) هي نوع من النباتات تتبع جنس الدريقة من الفصيلة الهليونية. تم وصف هذا النوع من النبات علمياً لأول مرة من قبل يو وان سنة 1984.